# 同志社アメフト部性的暴行事件
同志社アメフト部性的暴行事件（どうししゃアメフトぶせいてきぼうこうじけん）は、2022年5月、同志社大学のアメリカンフットボール部である同志社大学ワイルドローバーに所属する部員4名が酩酊状態の20歳の女子大学生に対し集団強姦を行った性犯罪事件である。
加害学生4名は準強制性交等の疑いで逮捕起訴され、4人には懲役3年6ヵ月の実刑判決が下った。同志社大学は当該学生らを退学処分とし、アメフト部を無期限の活動停止にすることを発表した。

## 事件の経緯
事件発生は2022年5月21日午前4時35分ごろから同5時25分ごろ。京都府京都市中京区の繁華街のバーで声をかけた20歳の女子大学生に約3時間にわたり酒を飲ませ抵抗できない状態にし、上京区毘沙門町にあるメンバー1名の自宅へ連れ込んで午前4時半過ぎから1時間にわたり代わる代わる性的暴行を加え、さらにその様子をスマートフォンで撮影した。同日夜、女子大学生が京都府警に被害届を出し事件が発覚した。
捜査によりメンバー1名の容疑者の自宅付近の防犯カメラに、歩けないほど酔った女子大学生を４人が部屋に連れ込む様子が記録されていた。
複数の容疑者は行為自体を認めたうえで、「女性と認識の違いがあったかもしれない」などと逮捕時に供述している。

## 裁判
裁判で4人は起訴内容を認め、検察側はそれぞれに懲役5年を求刑、弁護人は被害者との示談が成立していることから執行猶予付きの判決を求めていた。
2023年11月21日、京都地方裁判所の川上宏裁判長は、「犯行は卑劣で悪質なもので、被害者の嫌悪感や屈辱感は察するにあまりある。ふざけあって暴行の場面を撮影するなど、被害者の人格を一顧だにしない態度は強い非難に値する」と指摘。そのうえで、「大学からの退学処分や就職の内定の取り消しなど小さくない社会的制裁を受けているが、実刑は免れない」などとして、4人に懲役3年6か月を言い渡した。

## 事件の影響
2022年9月8日、同志社大の植木朝子学長は「極めて深刻な事態と受け止め、被害を受けた方に対して心からお見舞い申し上げるとともに、深くおわびする。捜査に全面的に協力するとともに4人と所属クラブに対する処分を含めて、厳正に対処する」とのコメントを発表した。
同年9月9日、アメフト部を無期限で活動停止することを発表。9月14日の関西学生アメフト連盟の理事会で2022年シーズンの残り試合を全敗扱いの最下位となり、入れ替え戦も不出場となり、2023年シーズンは2部に自動降格となった。